# Al-Wakrah Sports Club
Maillots
L'Al-Wakrah Sports Club (en arabe : نادي الوكرة الرياضي), plus couramment abrégé en Al-Wakrah SC, est un club qatarien de football fondé en 1959 et basé dans la ville d'Al Wakrah.

## Palmarès
| \| - Championnat du Qatar (2) : - Champion : 1998-1999, 2000-2001. - Coupe du Qatar : - Finaliste : 1977-1978, 1978-1979, 1987-1988, 1989-1990, 1994-1995, 2004-2005. \| \| - Coupe Crown Prince de Qatar (2) : - Vainqueur : 1999 et 2024. - Finaliste : 1996. - Coupe Sheikh Jassem du Qatar (4) : - Vainqueur : 1989, 1991, 1998 et 2004. - Finaliste : 2003. \| |  | |
| - Championnat du Qatar (2) : - Champion : 1998-1999, 2000-2001. - Coupe du Qatar : - Finaliste : 1977-1978, 1978-1979, 1987-1988, 1989-1990, 1994-1995, 2004-2005. |  | - Coupe Crown Prince de Qatar (2) : - Vainqueur : 1999 et 2024. - Finaliste : 1996. - Coupe Sheikh Jassem du Qatar (4) : - Vainqueur : 1989, 1991, 1998 et 2004. - Finaliste : 2003. |

## Joueurs et entraîneurs
- Fabrice Akwa
- Frank Lebœuf
- Alain Goma
- Pierre-Alain Frau
- Ahmed Radhi
- Emad Mohammed
- Jehad Muntasser
- Iliass Bel Hassani
- Youness Hawassi
- Adil Ramzi
- Lahcen Abrami
- Ali Boussaboun
- Anouar Diba
- Youssef Chippo
- Mohsine Moutouali
- Costică Ștefănescu (1991-1992)
- Rabah Madjer (1998-1999)
- Mécha Baždarević (2006-2007)

## Logos

Ancien logo
Logo actuel